# Les Brouzils
 Les Brouzils  es una población y comuna francesa, en la región de Países del Loira, departamento de Vendée, en el distrito de La Roche-sur-Yon y cantón de Saint-Fulgent.

## Demografía
| 1,844 | 1,931 | 1,886 | 1,845 | 1,951 | 2,031 |
| Para los censos de 1962 a 1999 la población legal corresponde a la población sin duplicidades (Fuente: INSEE [Consultar]) |       |       |       |       |       |